# Asgardholmane
Asgardholmane, Hegrasteøyni ou Hegrasteøyna, est une île dans le landskap Sunnhordland du comté de Vestland. Elle appartient administrativement à Lindås.

## Géographie
Rocheuse et couverte d'arbres, à fleur d'eau, elle s'étend sur environ 434 m de longueur pour une largeur approximative de 123 m.